# NGC 1154
NGC 1154 ist eine Balken-Spiralgalaxie mit ausgedehnten Sternentstehungsgebieten vom Hubble-Typ SB im Sternbild Eridanus am Südsternhimmel. Sie ist schätzungsweise 206 Millionen Lichtjahre von der Milchstraße entfernt und hat einen Durchmesser von etwa 60.000 Lj. Gemeinsam mit NGC 1155  bildet sie das gravitativ gebundenes Galaxienpaar Holm 64.
Das Objekt wurde am 15. Dezember 1876 von dem Astronomen Édouard Stephan entdeckt.